# Distrito electoral de Richland (condado de Jefferson, Nebraska)
Richland (en inglés: Richland Precinct) es un distrito electoral ubicado en el condado de Jefferson en el estado estadounidense de Nebraska. En el Censo de 2010 tenía una población de 128 habitantes y una densidad poblacional de 1,38 personas por km².

## Geografía
Richland se encuentra ubicado en las coordenadas 40°13′23″N 97°11′22″O / 40.22306, -97.18944. Según la Oficina del Censo de los Estados Unidos, Richland tiene una superficie total de 92.85 km², de la cual 91.76 km² corresponden a tierra firme y (1.17%) 1.09 km² es agua.

## Demografía
Según el censo de 2010, había 128 personas residiendo en Richland. La densidad de población era de 1,38 hab./km². De los 128 habitantes, Richland estaba compuesto por el 100% blancos, el 0% eran afroamericanos, el 0% eran amerindios, el 0% eran asiáticos, el 0% eran isleños del Pacífico, el 0% eran de otras razas y el 0% pertenecían a dos o más razas. Del total de la población el 0% eran hispanos o latinos de cualquier raza.